# Aleksei Mikhalyov (cầu thủ bóng đá)
Bản mẫu:Eastern Slavic name
Aleksei Nikolayevich Mikhalyov (tiếng Nga: Алексей Николаевич Михалёв; sinh ngày 18 tháng 9 năm 1983) là một cầu thủ bóng đá người Nga. Anh thi đấu cho F.K. Tambov.